# Hôtel Regina
L’hôtel Regina est un hôtel parisien situé dans le 1er arrondissement.

## Situation et accès
L’hôtel se situe 2, place des Pyramides, le long de la rue de Rivoli, dans le 1er arrondissement, face au pavillon de Marsan du palais du Louvre et à proximité immédiate du jardin des Tuileries.
Le quartier est desservi par la ligne 1 à la station Tuileries.

## Origine du nom
L’hôtel Regina a été nommé en l’honneur de la reine Victoria, qui passait régulièrement l’hiver dans le grand hôtel Régina de Nice, symbolisant l’Entente cordiale entre les Français et les Britanniques.

## Historique
Inauguré pour l’Exposition universelle de 1900, l’hôtel Regina se trouve sur la place des Pyramides. Il ouvre ses portes le 1er mars 1900, offrant à sa clientèle 200 chambres et salons, 40 salles de bains ; la chambre coûte à partir de 5 francs par nuit « service et éclairage compris ».
L’hôtel est installé dans un ancien immeuble du Second Empire édifié à l’emplacement même du manège des écuries royales du palais du Louvre, fondées au XVIIe siècle par Antoine de Pluvinel. Léonard Tauber et son associé Constant Baverez le font construire entre 1898 et 1900 et prennent soin de réunir les artistes et les ébénistes les plus doués de l’époque pour embellir l’établissement dans le style Art nouveau. L’hôtel Regina conserve notamment des vitraux de Jacques Galland de l’école de Nancy
C’est à l’hôtel Regina qu’est fondée en 1919 la Fédération internationale des Sociétés de la Croix-Rouge et du Croissant-Rouge.

## Propriétaires
L’hôtel Regina, tout comme l’hôtel Raphael, est géré par la même famille depuis plusieurs générations. Le groupe, initialement fondé par Léonard Tauber, est désormais dirigé par Françoise Baverez et sa fille Véronique Valcke, descendantes de Constant Baverez, l’associé de Léonard Tauber.

## Caractéristiques
Le Regina est un hôtel cinq étoiles qui compte 98 chambres, dont 32 suites, dans des styles très variés. Certaines chambres donnent sur le jardin des Tuileries ou le Louvre et d’autres sur un petit jardin intérieur.

## Galerie

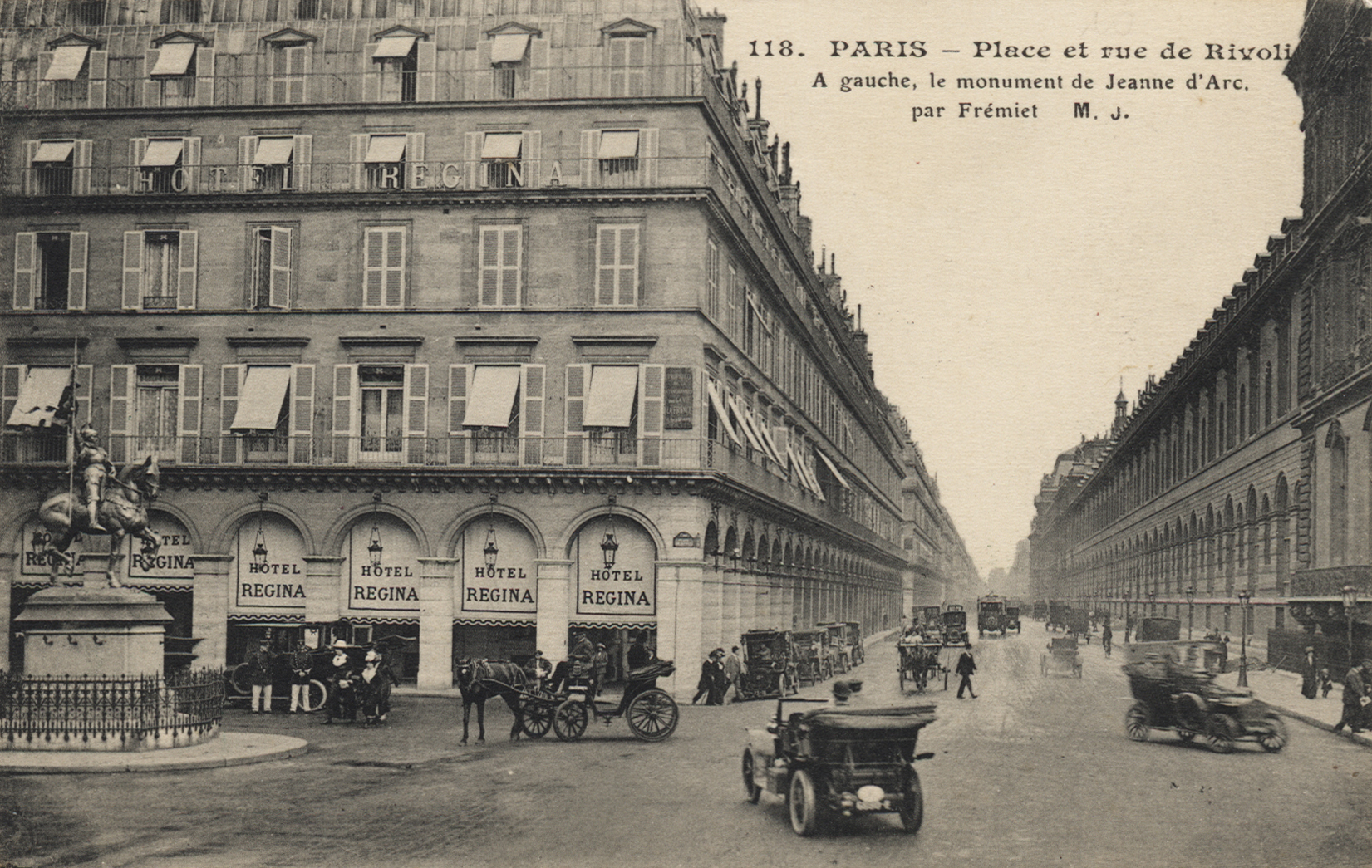
L’hôtel Regina au début du XXe siècle.
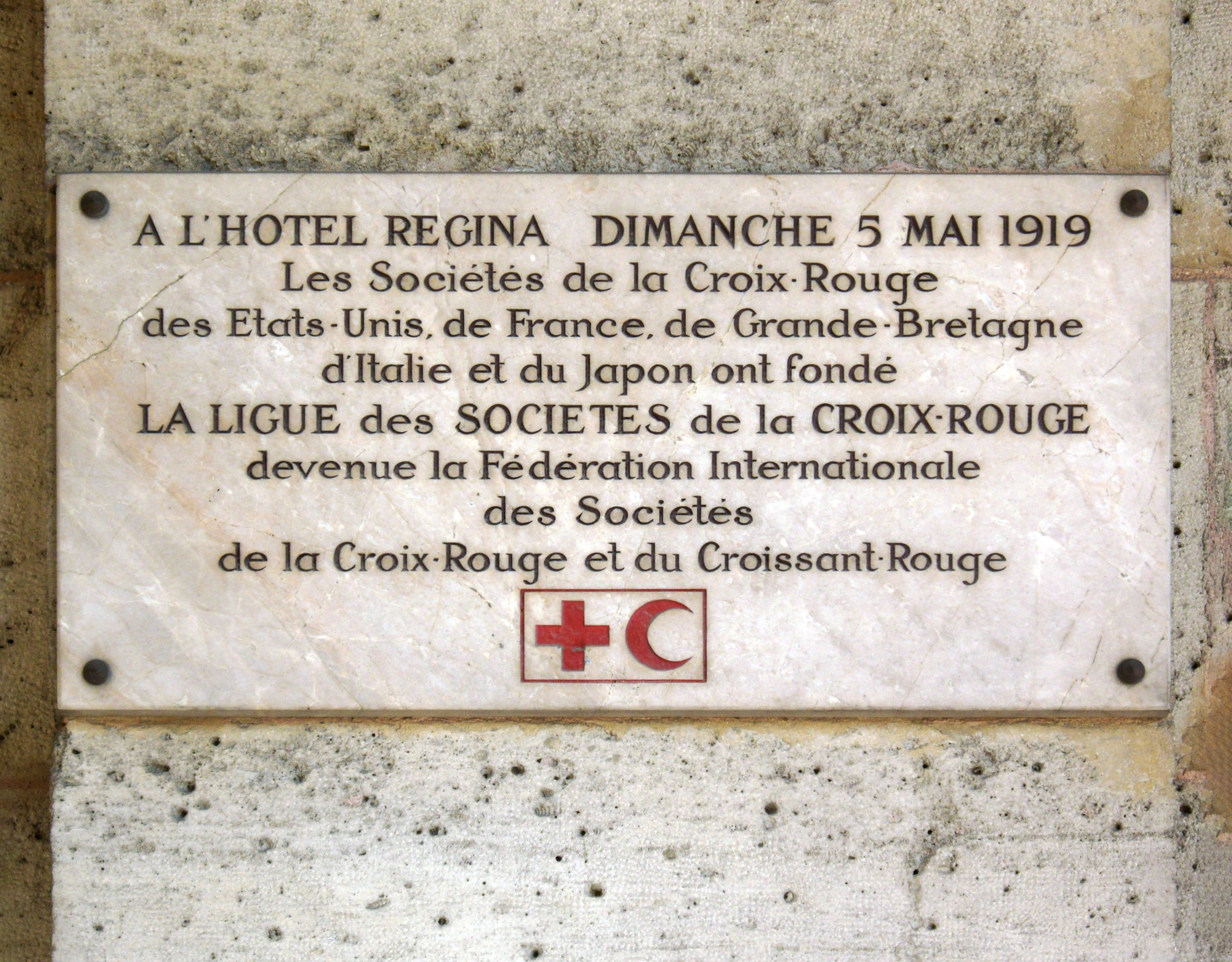
Plaque commémorative relative à la Fédération internationale des Sociétés de la Croix-Rouge et du Croissant-Rouge, sur la façade de l’hôtel.
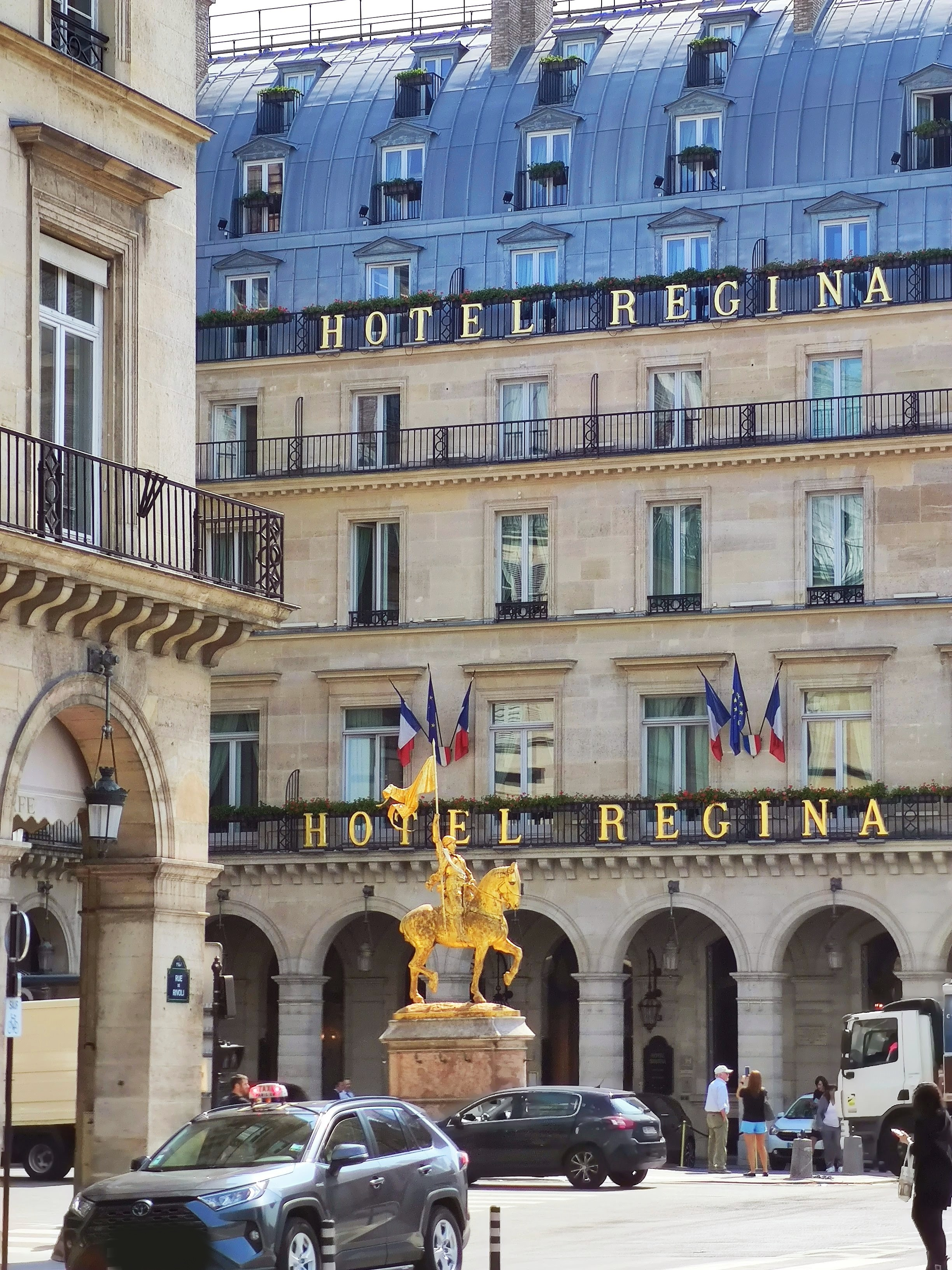
L’hôtel vu de la rue de Rivoli.
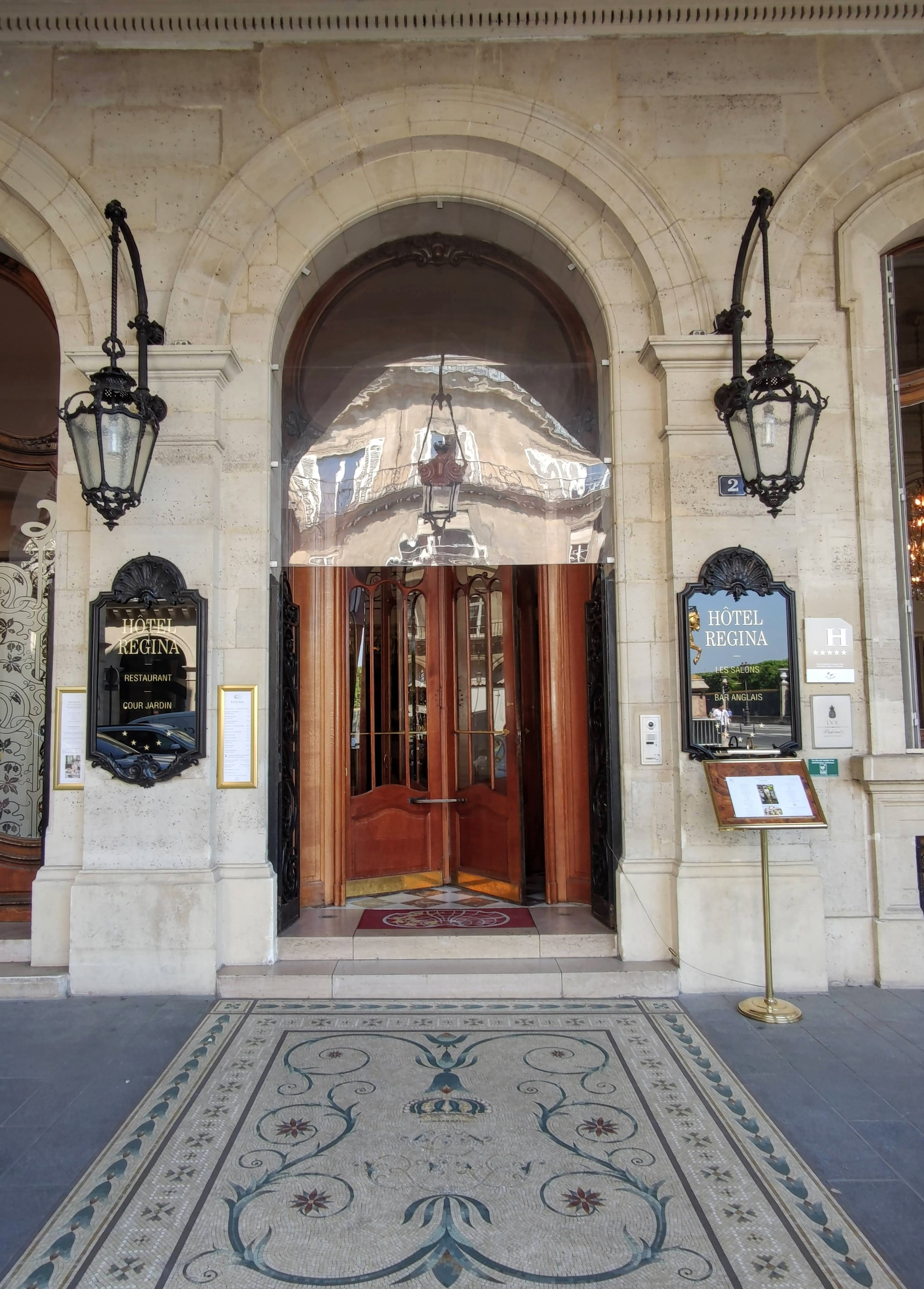
Entrée.
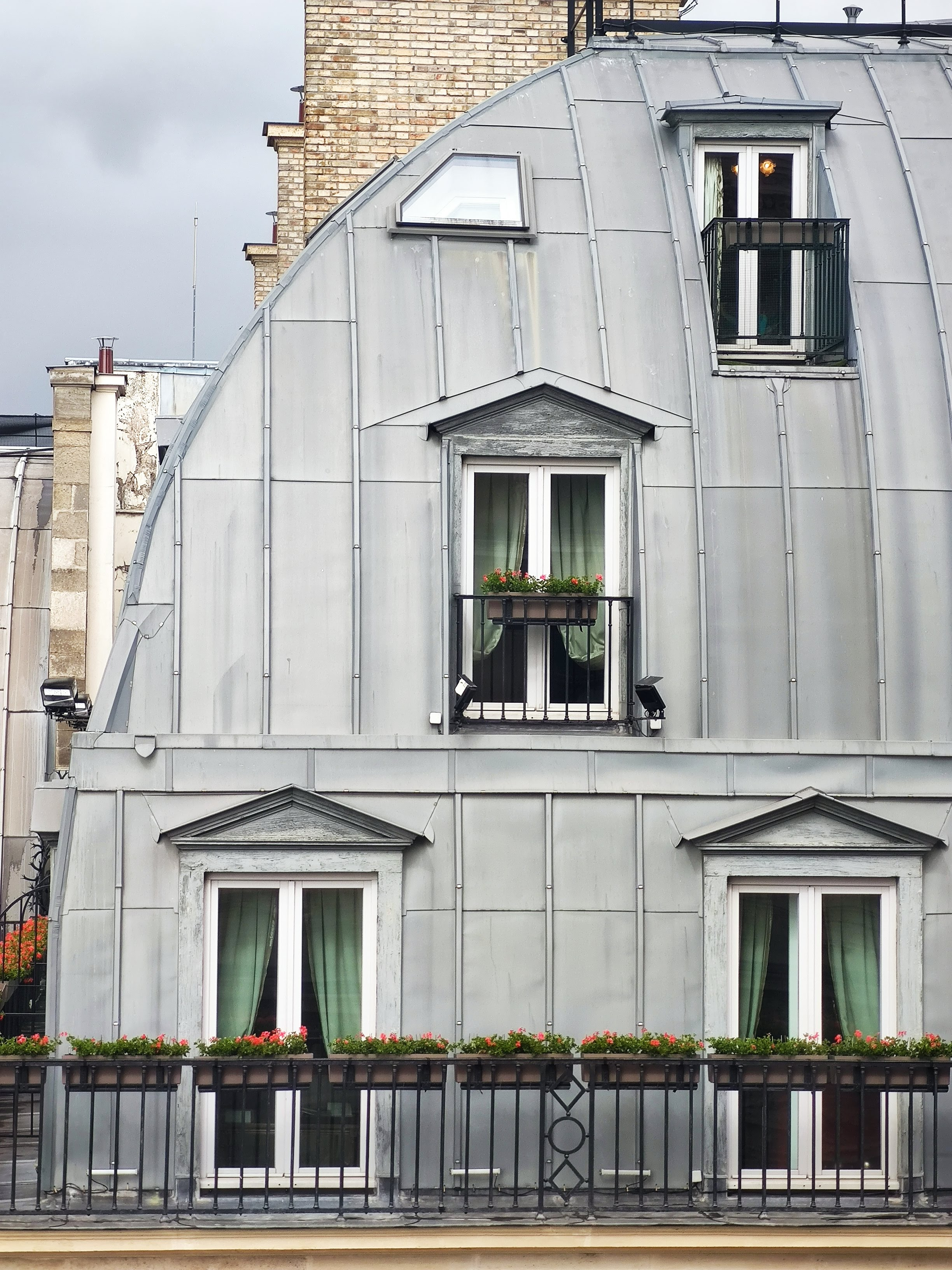
Chambres de l’hôtel vues du musée des Arts décoratifs.

## L’hôtel Regina au cinéma
Plus de 100 films ont été tournés au Regina depuis 1980, dont :
- 1980 : La Banquière
- 1984 : Le Sang des autres
- 1984 : L’Amour en héritage
- 1986 : Les Frères Pétard
- 1990 : Nikita[4]
- 1997 : On connaît la chanson
- 1998 : L’homme est une femme comme les autres
- 2001 : Le Baiser mortel du dragon
- 2002 : La Mémoire dans la peau[4]
- 2005 : Incontrôlable
- 2007 : Sagan
- 2008 : Les Femmes de l’ombre
- 2009 : Adèle Blanc-Sec
- 2009 : Chéri de Stephen Frears[4]
- 2011 : Upgrade
- 2013 : Red 2
- 2016 : Dalida